# 마틴 브레스트
마틴 브레스트(Martin Brest, 1951년 8월 8일 ~ )는 미국의 영화 감독, 각본가, 제작자이다. 장편 데뷔작인 고잉 인 스타일 (1979) 이후, 그는 평단과 상업적으로 모두 성공을 거둔 액션 코미디 영화 비버리 힐스 캅 (1984)과 미드나잇 런 (1988)을 연출했다. 이어서 알 파치노가 주연을 맡아 아카데미 남우주연상을 수상한 영화 여인의 향기 (1992)를 감독했으며, 브레스트 자신도 아카데미 감독상과 아카데미 작품상 후보에 올랐다.
그는 이어서 엇갈린 평가를 받은 조 블랙의 사랑 (1998)을 연출했다. 브레스트의 다음 영화는 갱스터 러버 (2003)였다. 브레스트와 Revolution Studios 간의 의견 불일치 끝에, 그에게서 창작 통제권이 박탈되었고, 그 결과 원래 영화가 급진적으로 다시 쓰여지고 재촬영된 버전이 개봉되었다. 이 영화는 그의 첫 번째이자 유일한 적자 영화가 되었으며 실제로 대규모 흥행 실패작이자 광범위하게 비판받는 영화가 되었다. 현재까지 그의 마지막 영화로 남아있다.

## 초기 생애 및 교육
브레스트는 1951년 브롱크스의 노동 계급 이웃에서 동유럽 유대계 이민자 부모님에게서 태어났다. 그는 어린 시절 The Honeymooners를 보면서 영향을 받았다고 2023년 인터뷰에서 말했다. "저는 경제적으로 그 쇼와 다르지 않은 가정에서 자랐고, 그 쇼가 제가 사는 동네를 위해 만들어진 것 같았어요. 랄프 크람덴이라는 캐릭터, 그 분노에 찬 영혼이 꽃피우는 모습이 정말 제 마음을 울렸습니다."
브레스트는 1969년 Stuyvesant High School을 졸업하고 1973년 뉴욕 대학교 예술학교를 졸업했다. 그의 뉴욕 대학교 학부생 영화인 Hot Dogs for Gauguin (1972)은 당시 무명이었던 대니 드비토가 주연을 맡고 당시 무명이었던 레아 펄먼이 작은 역할을 맡았으며, 2009년 미국 의회도서관의 미국 국립영화등기부에 의해 "문화적, 예술적 및 역사적 보물로 보존되어야 할" 25편의 영화 중 하나로 선정되었고 뉴욕 현대미술관 영구 소장품으로 지정되었다. 브레스트는 AFI Conservatory에 다녔으며, 1977년 예술학 석사 학위를 받았다.

## 경력
브레스트의 주요 스튜디오 데뷔작은 조지 번스, 아트 카니, 리 스트래스버그가 출연한 고잉 인 스타일 (1979)이었다. 브레스트는 그 후 매슈 브로더릭이 주연을 맡은 위험한 게임 (1983)의 감독으로 고용되었지만, 제작 3주 만에 영화의 총괄 프로듀서와의 갈등으로 해고되었고 존 배덤으로 교체되었다.
위험한 게임에서의 해고는 브레스트를 그의 경력에 대해 매우 비관적으로 만들었지만, 돈 심슨과 제리 브룩하이머가 에디 머피 주연의 비버리 힐스 캅 (1984) 감독으로 그를 영입하면서 상황이 바뀌었다. 이 영화는 전 세계적으로 3억 달러 이상을 벌어들였고 골든 글로브 최우수 작품상 (뮤지컬 또는 코미디) 및 최우수 남우주연상 (뮤지컬 또는 코미디, 에디 머피) 후보에 올랐으며, 아카데미상 최우수 각본상 후보에도 올랐다. 2024년에는 브레스트의 영화 중 두 번째로 미국 의회도서관의 미국 국립영화등기부에 "문화적, 예술적 및 역사적 보물로 보존되어야 할" 영화로 선정되었다.
브레스트는 그 후 레인 맨 (1988)의 사전 제작 단계에 있었는데, 그는 더스틴 호프먼의 상대역으로 톰 크루즈를 캐스팅했고, 결국 배리 레빈슨이 이 영화를 감독하게 되었다.
브레스트의 다음 영화는 로버트 드니로와 찰스 그로딘이 주연을 맡은 액션 코미디 미드나잇 런 (1988)이었다. 이 영화는 또 다른 비평적, 상업적 성공을 거두었으며, 브레스트에게 골든 글로브상 최우수 작품상 (뮤지컬 또는 코미디) 후보 지명을 안겨주었고, 드 니로는 최우수 남우주연상 (뮤지컬 또는 코미디) 후보에 올랐다.
그의 여인의 향기 (1992) 작업은 그에게 골든 글로브상 영화 드라마 작품상을 안겨주었다. 이 영화는 또한 알 파치노와 각본가 보 골드먼에게 골든 글로브를 안겨주었으며, 크리스 오도널에게는 최우수 남우조연상 후보 지명을 안겨주었다. 또한, 이 영화는 최우수 작품상, 최우수 감독상, 최우수 각본상 (각색)의 4개 아카데미상 후보에 올랐고, 알 파치노는 아카데미 남우주연상을 수상했다.
브레스트의 다음 영화인 조 블랙의 사랑 (1998)은 브래드 피트와 앤서니 홉킨스가 주연을 맡았으며, 1934년 영화 Death Takes a Holiday를 느슨하게 리메이크한 작품이었다. 이 영화는 미국에서 4천 4백 6십만 달러, 해외에서 9천 8백 3십만 달러를 추가로 벌어들여 전 세계적으로 총 1억 4천 2백 9십만 달러를 기록했다.
브레스트는 벤 애플렉과 제니퍼 로페즈가 주연을 맡은 갱스터 러버 (2003)의 각본을 쓰고 감독했다. 촬영 중, 제작사 Revolution Studios가 그의 창작 통제권을 박탈했으며, 그 결과 원래 영화가 급진적으로 다시 쓰여지고 재촬영된 버전이 개봉되었다. 그 버전은 당시 가장 악명 높은 영화 중 하나가 되었고, 평론가들에게 광범위하게 비판받았다. 2014년 플레이보이 기사에서는 갱스터 러버 개봉 후 11년 동안 브레스트가 "완전히 샐린저처럼" 사라져, 더 이상의 작품이나 주요 공식 석상에 나타나지 않고 연예계를 완전히 떠난 것으로 보인다고 언급했다. 그러나 2021년, 그는 로스앤젤레스에서 열린 비버리 힐스 캅과 미드나잇 런 상영회에 특별 게스트로 참석하여 동료 영화 제작자 폴 토머스 앤더슨과 인터뷰를 가졌다. 2년 후, 그는 버라이어티와의 인터뷰에서 이렇게 회고했다.
일단 갱스터 러버 사태가 터지자, 저는 다시는 (영화를 만들도록) 초대받지 못할 것이라고 생각했습니다. 둘째로, 감독이 필요하고 마땅히 받아야 한다고 생각하는 종류의 통제권을 가지고는 결코 일할 수 없을 것이라고 느꼈습니다. 그래서 그것이 제가 물러날 때라는 명확한 신호처럼 느껴졌습니다.
저는 좋은 시간을 보냈고, 성공과 자유를 누렸습니다. 정말 환상적이었습니다. 더 오래 지속되었으면 좋았겠지만, 누구나 모든 것이 더 오래 지속되기를 바라죠.

브레스트는 미국 영화 연구소의 Franklin J. Schaffner Achievement Award를 수상했는데, 이 상은 "수상자의 비범한 창조적 재능과 예술적 업적"을 기리는 상이다.
그의 예술과 예술가에 대한 에세이들은 다양한 책에 실렸다.

## 필모그래피
| 연도 | 제목                 | 감독       | 프로듀서 | 작가   | 편집자 | 비고               |
| ---- | -------------------- | ---------- | -------- | ------ | ------ | ------------------ |
| 1972 | Hot Dogs for Gauguin | 예         | 예       | 예     | 예     | NYU 학생 영화      |
| 1977 | Hot Tomorrows        | 예         | 예       | 예     | 예     | AFI 학생 영화      |
| 1979 | 고잉 인 스타일       | 예         | 아니요   | 예     | 아니요 |                    |
| 1983 | 위험한 게임          | Uncredited | 아니요   | 아니요 | 아니요 | 존 배덤으로 교체됨 |
| 1984 | 비버리 힐스 캅       | 예         | 아니요   | 아니요 | 아니요 |                    |
| 1988 | 미드나잇 런          | 예         | 예       | 아니요 | 아니요 |                    |
| 1992 | 여인의 향기          | 예         | 예       | 아니요 | 아니요 |                    |
| 1993 | Josh and S.A.M.      | 아니요     | 예       | 아니요 | 아니요 |                    |
| 1998 | 조 블랙의 사랑       | 예         | 예       | 아니요 | 아니요 |                    |
| 2003 | 갱스터 러버          | 예         | 예       | 예     | 아니요 |                    |

연기 활동
| 연도 | 제목                 | 역할                  | 비고       |
| ---- | -------------------- | --------------------- | ---------- |
| 1972 | Hot Dogs for Gauguin | 페리 남자             |            |
| 1982 | 리치몬드 연애 소동   | 밀러 박사             |            |
| 1984 | 비버리 힐스 캅       | "목욕 가운" 호텔 직원 | Uncredited |
| 1985 | 스파이 대소동        | 드라이브인 경비원     |            |
| 1988 | 미드나잇 런          | 항공권 판매원         | Uncredited |

## 수상 및 후보
| 기관                        | 연도 | 부문                                    | 작품           | 결과 |
| --------------------------- | ---- | --------------------------------------- | -------------- | ---- |
| 아카데미상                  | 1993 | 최우수 작품상                           | 여인의 향기    | 후보 |
| 아카데미상                  | 1993 | 최우수 감독상                           | 여인의 향기    | 후보 |
| 미국 영화 연구소            | 1994 | Franklin J. Schaffner Achievement Award | 빈칸           | 수상 |
| 주피터상                    | 1986 | 최우수 국제 영화                        | 비버리 힐스 캅 | 후보 |
| Producers Guild Film Awards | 1993 | 최우수 극장 영화                        | 여인의 향기    | 후보 |
| 바야돌리드 국제 영화제      | 1988 | 황금 스파이크                           | 미드나잇 런    | 후보 |
| 베네치아 국제 영화제        | 1980 | 황금사자상                              | 고잉 인 스타일 | 후보 |

브레스트의 영화 중 두 편인 Hot Dogs for Gauguin과 비버리 힐스 캅은 미국 의회도서관의 미국 국립영화등기부에 등재되었다.